# Tales of the City (miniserie televisiva 2019)
Tales of the City (nome completo Armistead Maupin's Tales of the City) è una miniserie prodotta e distribuita da Netflix. Insieme ai 3 precedenti capitoli della saga, Tales of the City (1993), More Tales of the City (1998) e Further Tales of the City (2001), è stata distribuita in Italia nel giugno 2019.

## Trama
Mary Ann torna a San Francisco e si ricongiunge con la figlia Shawna e l'ex marito Brian vent'anni dopo averli lasciati per perseguire la sua carriera televisiva. In fuga dalla crisi di mezza età causata dalla sua immagine perfetta che nel corso degli anni ha creato in Connecticut sarà presto riportata nell'orbita di Anna Madrigal e degli atipici abitanti di Barbary Lane.

## Cast e personaggi

### Principali
- Mary Ann Singleton, interpretata da Laura Linney, è una donna tornata a San Francisco dopo averci vissuto per molti anni. È la madre adottiva di Shawna.
- Shawna Hawkins, interpretata da Eliot Page, figlia biologica di Connie Bradshaw (un'amica di Mary Ann) che è stata adottata da quest'ultima e da Brian dopo la morte di Connie.
- Anna Madrigal, interpretata da Olympia Dukakis, una donna transgender di 90 anni e proprietaria del 28 Barbary Lane.
- Michael "Mouse" Tolliver, interpretato da Murray Bartlett, migliore amico di Mary Ann abita al 28 di Barbary Lane.
- Ben Marshall, interpretato da Charlie Barnett, è il fidanzato di Mouse.
- Brian Hawkins, interpretato da Paul Gross, ex marito di Mary Ann e padre adottivo di Shawna.
- Jake Rodriguez, interpretato da Garcia, transgender badante di Anna.
- Margot Park, interpretata da May Hong, fidanzata di Jake.
- DeDe Halcyon Day, interpretata da Barbara Garrick, amica di Mary Ann e l'interesse amoroso di Margot.

### Secondari
- Jonathan / Raven, interpretato da Christopher Larkin, influencer di Instagram, fratello gemello di Ani.
- Jennifer / Ani, interpretata da Ashley Park, una influencer di Instagram, sorella gemella di Raven.
- Wren, interpretata da Michelle Buteau, vicina di casa e amica di Brian.
- Ida Best, interpretata da Caldwell Tidicue, alias Bob the Drag Queen, è il manager del bar Body Politic.
- Harrison, ex fidanzato di Mouse.
- Mateo, interpretato da Dickie Hearts.
- Eli, interpretato da Benjamin Thys, un uomo poliamoroso con cui Shawna sta avendo una storia d'amore.
- Inka, interpretata da Samantha Soule, è la moglie poliamorosa di Eli che, insieme al marito, sta avendo una storia d'amore con Shawna.
- Flaco Ramirez, interpretato da Juan Castano,collaboratore di Ben e interesse amoroso di Jake.
- Claire Duncan, interpretata da Zosia Mamet, documentarista e interesse amoroso di Shawna.
- Sam Garland, interpretato da Victor Garber, un uomo che lavora presso Rainbow Readers e che ama legge i libri ad Anna.

### Guest star
- Robert, interpretato da Michael Park, attuale marito di Mary Ann che deve affrontare il divorzio.
- Ysela, interpretata da Daniela Vega, prima amica di Anna da quando si è trasferita a San Francisco. È una donna transgender.
- Tommy, interpretato da Luke Kirby, fidanzato di Anna quando era giovane e ufficiale presso il San Francisco Police Department.
- madre di Claire, interpretata da Molly Ringwald, collezionista d'arte.

## Episodi
| Stagione       | Episodi | Prima TV originale | Prima TV Italia |
| -------------- | ------- | ------------------ | --------------- |
| Prima stagione | 10      | 2019               | 2019            |

## Produzione

### Sviluppo
Il 28 giugno 2017 venne annunciato che Netflix stava sviluppando un revival della serie di miniserie Tales of the City sempre basato sulla serie di libri di Armistead Maupin.
Il 23 aprile 2018 venne annunciato che Netflix era intenzionato a creare una serie da dieci episodi.

### Riprese
Le riprese principali della serie incominciarono a luglio 2018 a New York con le scene interne mentre quelle esterne furono girate a San Francisco, in California. Nel gennaio 2019 le riprese della serie sono state concluse.

## Accoglienza
Sull'aggregatore di recensioni Rotten Tomatoes la serie ha ricevuto un'approvazione dell'81% con una valutazione media di 7.11/10. Il consenso della critica afferma: "Come la piacevole visita in un luogo in cui vivevi Tales of the City offre ampi comfort nostalgici e continua la missione della serie originale di celebrare la diversità di San Francisco".
Metacritic ha dato all'opera un voto di 62/100 sulla base di 12 critici con l'appellativo di "recensioni generalmente favorevoli".